# 보헤미아 왕국
종종 체코 왕국으로 불렸던 보헤미아 왕국(체코어: České království 체스케 크랄로브스트비[*], 독일어: Königreich Böhmen 쾨니그라이흐 뵈흐멘[*], 라틴어: Regnum Bohemiae 레그눔 보헤미아이[*])은 중앙유럽 보헤미아 지역에 있던 초기 군주제 국가로, 근대 체코 공화국의 전신이다. 신성로마제국의 제국 중 일부였고, 보헤미아 왕국의 왕은 선제후였다. 보헤미아 왕은 보헤미아 왕국 외에도 모라바, 실레시아, 루사티아, 작센주, 브란덴부르크주와 바이에른주 등의 지역을 포함하는 보헤미아 왕관령을 통치했다.
보헤미아 왕국은 12세기 보헤미아 공국을 이어 프르셰미슬 왕조가 세웠으며, 이후 야기에우워 왕조인 룩셈부르크가가 왕국을 통치했다. 1526년부터는 합스부르크가와 합스부르크가를 계승한 합스부르크로트링겐가가 같이 통치하였다. 보헤미아 왕국의 많은 왕들이 신성 로마 황제가 되었으며, 왕국의 수도인 프라하는 14세기 후반과 16세기 말부터 17세기 초까지 제국의 황실이 위치해 있었다.
1806년 신성로마제국이 해체되고, 보헤미아 왕국의 영토는 오스트리아 제국에 합병되었다. 1867년에 오스트리아-헝가리 제국이 세워져서 합병되었으나, 제국 내에서 보헤미아 왕국으로써의 지위와 이름을 유지했으며, 수도인 프라하는 제국의 대표적인 도시로 손꼽혔다.
체코어는 보헤미안 반란이 진압된 1627년부터 의회에서 사용했고, 귀족들도 사용하기 시작했다. 다만, 13세기에 독일인들의 이민으로 독일어도 비슷한 시기에 널리 퍼져 19세기 체코 민족부흥 운동이 일어날 때까지 체코어와 같이 사용되었다. 왕실에서는 시대와 국왕에 따라 체코어, 독일어와 라틴어 등의 언어를 번갈아가면서 사용했다.
보헤미아 왕국은 제1차 세계대전에서 동맹국이 패하자 해체되었고, 보헤미아는 체코슬로바키아 제1공화국의 주요 지역이 되었다.

## 같이 보기
- 보헤미아의 군주 목록
- 킹덤 컴: 딜리버런스

### 내용주
1. 1 2  체코어로 "České"(체스케)는 보헤미아와 체코를 모두 의미한다.
2. ↑  19세기까지 "보헤미안어"라고 불렸다.

### 참고주
1. ↑  Bradshaw, George (1867). 《Bradshaw's illustrated hand-book to Germany》. 223쪽.
2. ↑  Chotěbor, Petr. 《Prague Castle : Detailed Guide》. 19,27쪽. ISBN 80-86161-61-7.